# Suwon

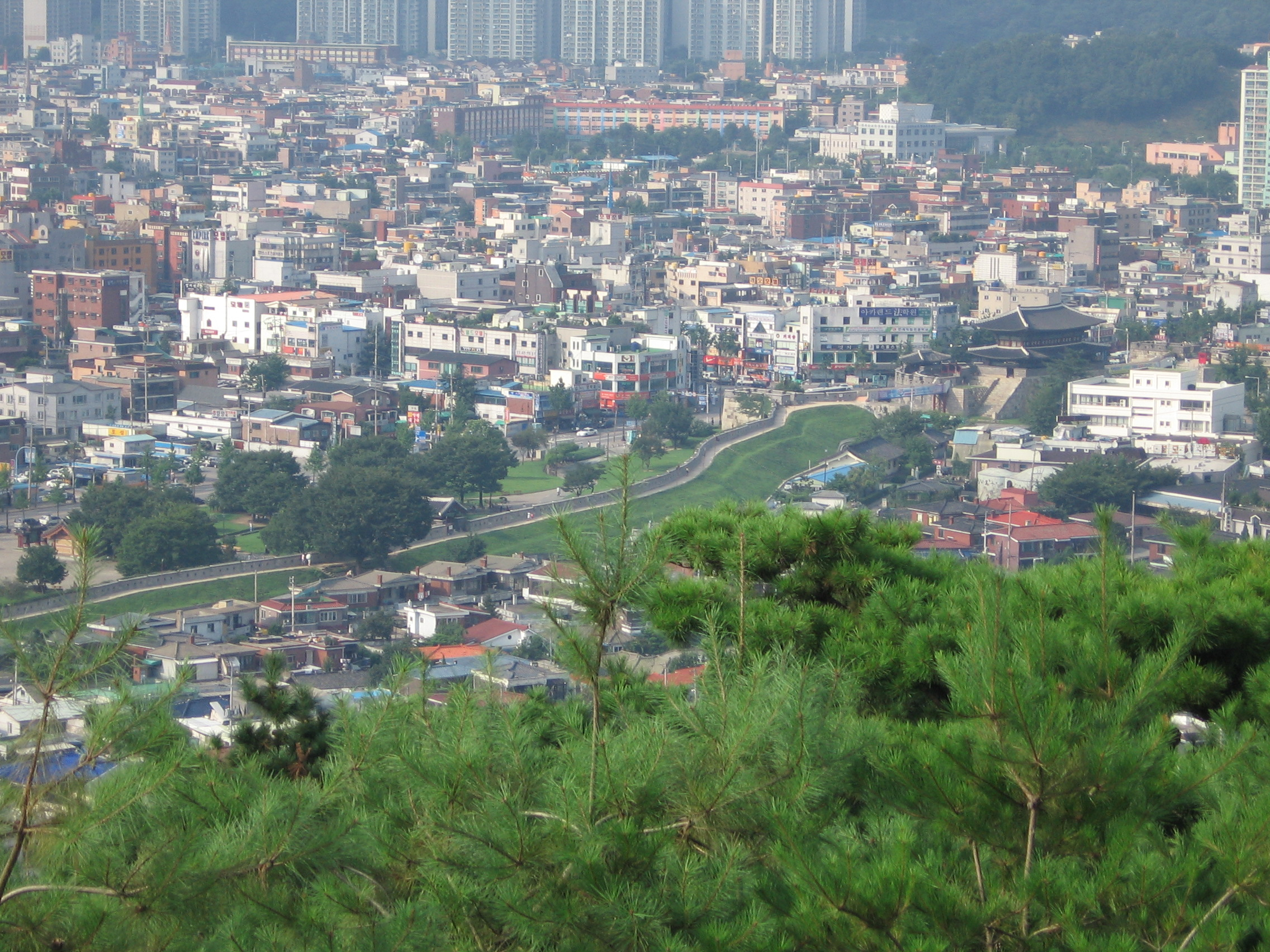
Vista de Suwon i una part de la muralla

Suwon (en coreà: 수원시, romanització revisada: Suwon, llegiu: Sú'an) és la capital de la província de Gyeonggi-do, al nord de la república de Corea del Sud. Està situada a uns 30 km al sud de Seül, i la seva àrea és de 121.08 km². La seva població total és d'1.098.000 habitants. Es coneix tradicionalment com "La Ciutat de la pietat filial".